# Dălboki, Stara Zagora
Dălboki (în bulgară Дълбоки) este un sat în comuna Stara Zagora, regiunea Stara Zagora,  Bulgaria. 

## Demografie
Componența etnică a satului Dălboki
     Bulgari (54,24%)
     Romi (42,68%)
     Nicio identificare (2,61%)
     Altele (0,45%)
La recensământul din 2011, populația satului Dălboki era de 1.532 locuitori. Din punct de vedere etnic, majoritatea locuitorilor (54,24%) erau bulgari, cu o minoritate de romi (42,68%). Pentru 2,61% din locuitori nu este cunoscută apartenența etnică.